# Stade Huye

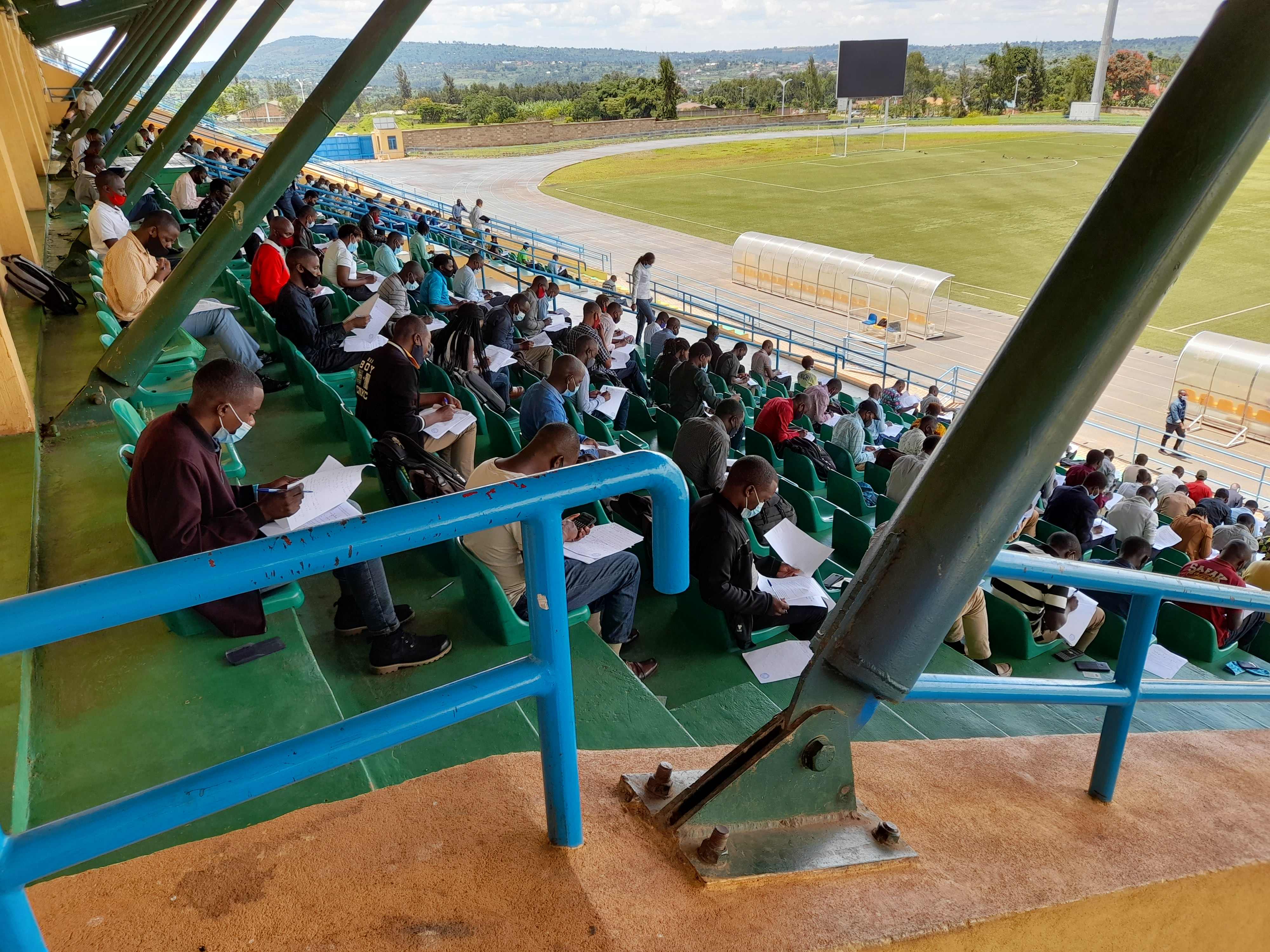
Stadion Huye w kwietniu 2021 r.

Stade Huye to piłkarski stadion w rwandyjskim mieście Butare. Swoje mecze rozgrywa na nim drużyna piłkarska Mukura Victory Sports FC. Stadion pomieści 15 000 widzów.